# Lluïsa Prat Gaballí
Lluïsa Prat Gaballí (Barcelona, 20 de juliol de 1896 - Sóller, 24 de juny de 1977) va ser una pedagoga catalana.
Neix al carrer Aribau, 16 2n pis de Barcelona el 20 de juliol de 1896.Filla del matemàtic Pere Prat i Lluch nascut a Guissona (+1932) -catedràtic de matemàtiques de l'Institut Balmes- i d'Adelaida Gaballí i Llurba nascuda a Lleida (+1938), i germana de l'escriptor i publicista Pere Prat, Lluïsa va viure en l'ambient típic de la burgesia catalana.
Va estudiar magisteri. I ben aviat, el 1925, aconsellada pel seu pare, va fundar l'Acadèmia Prat en un pis de la Rambla del Prat, número 19, de Barcelona, davant del cinema "Bosque". El 1932 Lluïsa Prat va traslladar l'escola a una torre espaiosa amb jardí del carrer de Sant Eusebi, 4, al barri de Sant Gervasi. Lluïsa Prat inauguraria dues altres escoles, a l'Hospitalet de Llobregat i a Sarrià. Però quan van entrar les tropes nacionals, el 26 de gener del 1939, van haver de tancar.
Fins a mitjans de setembre d'aquell any no es van poder reprendre les classes i només les de primària. A més de dona emprenedora, Lluïsa era, en l'àmbit personal, dolça i afable, el que es coneixia com la perfecta casada. Ara bé, es va casar tres vegades i tres vegades va enviudar.
Del primer marit, Nicolás Rodriguez Ferrer (+1930), va néixer el seu únic fill, que seguiria els passos de la seva mare al capdavant de l'escola privada catalana no confessional. Partidària d'una pedagogia avançada i progressista, era tan important el lideratge de Lluïsa Prat que el seu fill Lluís va canviar-se l'ordre dels cognoms, situant el de la mare en primer lloc.
Si bé va acabar havent de penjar fotografies de Franco a les aules per ordre dels inspectors, ja durant la dictadura a l'Acadèmia hi havia servei de psicologia, s'hi ensenyava educació sexual, s'organitzaven debats, editaven revistes i emetien pel·lícules sobre temes prohibits pel franquisme.
Persona inquieta i creativa, Lluïsa escrivia obres de teatre que ella mateixa protagonitzava a l'Orfeó Gracienc. Era, a més, autora de nombrosos poemes i havia estudiat música.
La seva neta Núria continua al capdavant de les Escoles Prat. Va morir el 1977 a Sóller, d'on era originari el seu tercer marit.